# Franclens
Franclens [frɒ̃klɛ̃] est une commune française située dans le département de la Haute-Savoie, en région Auvergne-Rhône-Alpes.

## Géographie
Franclens est un village de la Semine perché au-dessus du Rhône.

## Urbanisme

### Typologie
Au 1er janvier 2024, Franclens est catégorisée commune rurale à habitat dispersé, selon la nouvelle grille communale de densité à sept niveaux définie par l'Insee en 2022.
Elle est située hors unité urbaine. Par ailleurs la commune fait partie de l'aire d'attraction de Genève - Annemasse (partie française), dont elle est une commune de la couronne,. Cette aire, qui regroupe 158 communes, est catégorisée dans les aires de 700 000 habitants ou plus (hors Paris),.

### Occupation des sols
L'occupation des sols de la commune, telle qu'elle ressort de la base de données européenne d’occupation biophysique des sols Corine Land Cover (CLC), est marquée par l'importance des forêts et milieux semi-naturels (57,1 % en 2018), en diminution par rapport à 1990 (59,2 %). La répartition détaillée en 2018 est la suivante : 
forêts (57,1 %), zones agricoles hétérogènes (29,1 %), zones urbanisées (9,6 %), eaux continentales (3,9 %), terres arables (0,4 %).
L'IGN met par ailleurs à disposition un outil en ligne permettant de comparer l’évolution dans le temps de l’occupation des sols de la commune (ou de territoires à des échelles différentes). Plusieurs époques sont accessibles sous forme de cartes ou photos aériennes : la carte de Cassini (XVIIIe siècle), la carte d'état-major (1820-1866) et la période actuelle (1950 à aujourd'hui).

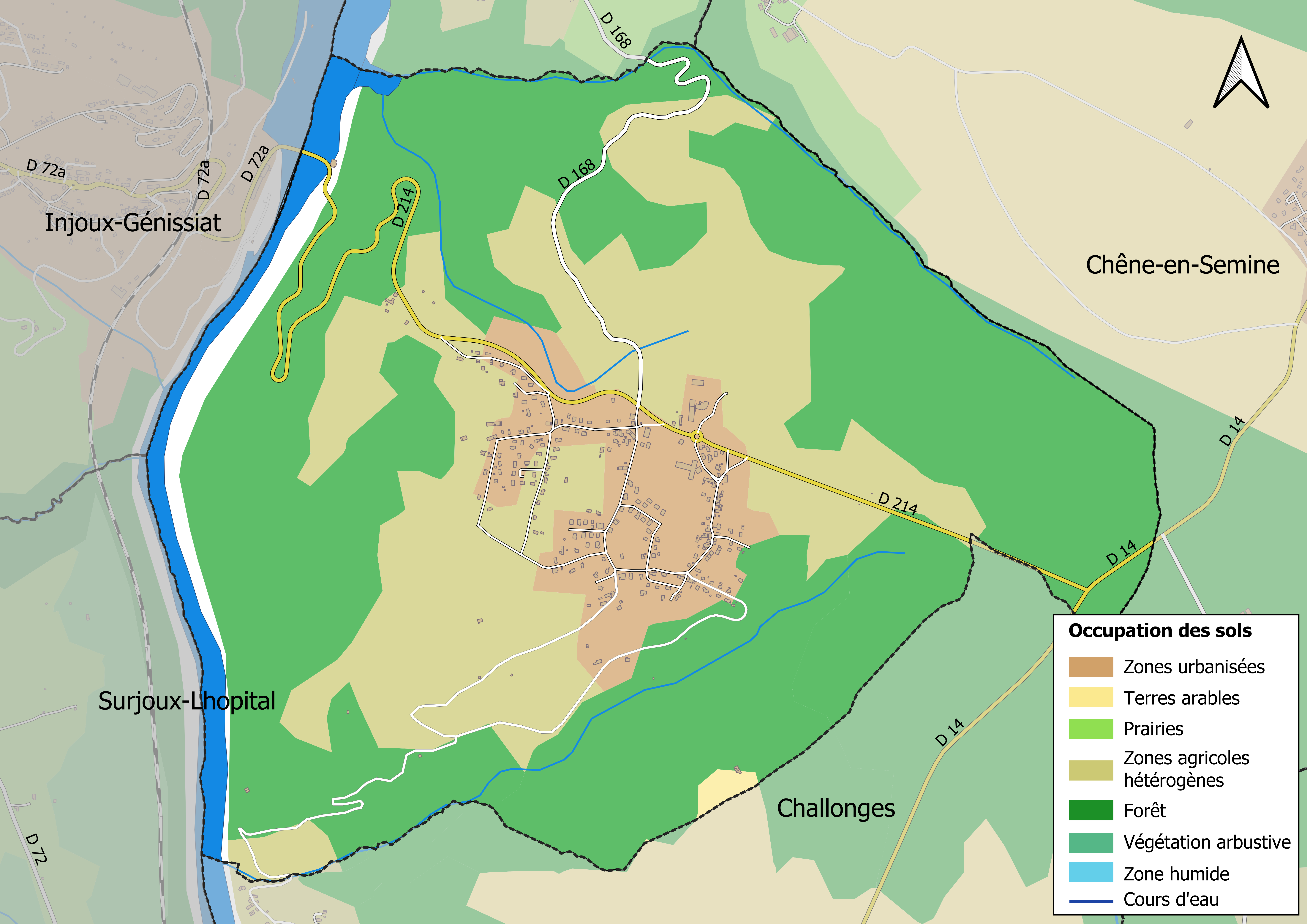
Carte des infrastructures et de l'occupation des sols en 2018 (CLC) de la commune.
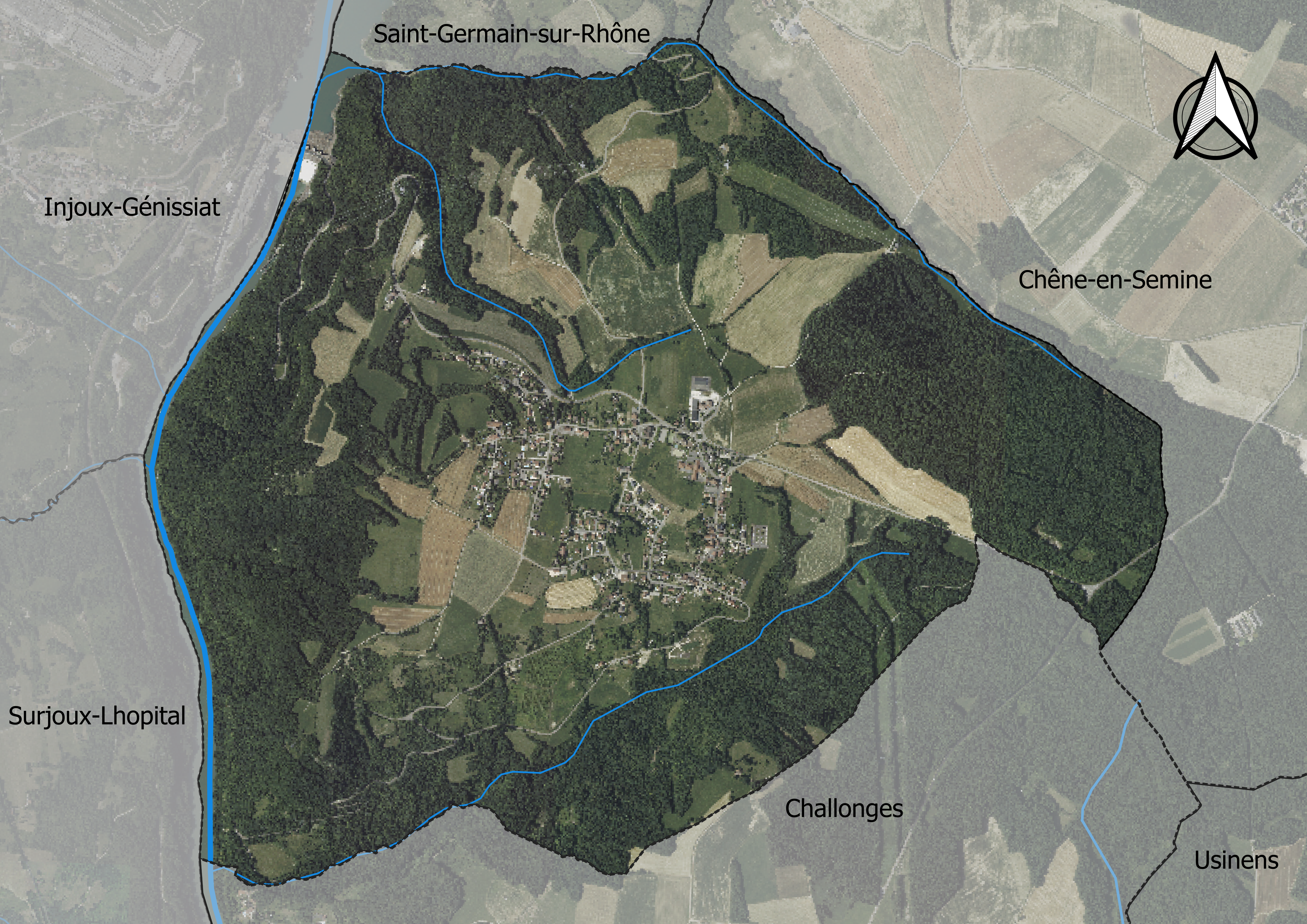
Carte orthophotogrammétrique de la commune.

## Toponymie
- Dériverait d´un primitif Frankilingos, dérivé d'un nom de personne Frankila.
- Franiens (947-968), Franclin (carte de Cassini), Franclens (1793).

En francoprovençal, le nom de la commune s'écrit Franklyin, selon la graphie de Conflans.

## Histoire
Le barrage de Génissiat et son usine hydro-électrique, dont les travaux débutèrent en 1937 pour s'achever en 1948, sont construits pour moitié sur le territoire de la commune de Franclens.

## Politique et administration
| Période                                  | Période      | Identité             | Étiquette      | Qualité  |
| ---------------------------------------- | ------------ | -------------------- | -------------- | -------- |
| mars 2001                                | mars 2008    | Marcel Dupont        | Sans étiquette | Retraité |
| mars 2008                                | 12 août 2013 | Fernand Nirefois     | Sans étiquette | Facteur  |
| 14 octobre 2013                          | 28 mars 2014 | Dominique Jacquemier | Sans étiquette | Retraité |
| 28 mars 2014                             |              | Jean-Louis Magnin    | Sans étiquette |          |
| Les données manquantes sont à compléter. |              |                      |                |          |

## Démographie
L'évolution du nombre d'habitants est connue à travers les recensements de la population effectués dans la commune depuis 1793. Pour les communes de moins de 10 000 habitants, une enquête de recensement portant sur toute la population est réalisée tous les cinq ans, les populations de référence des années intermédiaires étant quant à elles estimées par interpolation ou extrapolation. Pour la commune, le premier recensement exhaustif entrant dans le cadre du nouveau dispositif a été réalisé en 2004.

En 2022, la commune comptait 549 habitants, en évolution de +2,81 % par rapport à 2016 (Haute-Savoie : +6,01 %, France hors Mayotte : +2,11 %).
| 1793 | 1800 | 1806 | 1822 | 1838 | 1848 | 1858 | 1861 | 1866 |
| ---- | ---- | ---- | ---- | ---- | ---- | ---- | ---- | ---- |
| 186  | 229  | 234  | 300  | 285  | 311  | 298  | 290  | 260  |

| 1872 | 1876 | 1881 | 1886 | 1891 | 1896 | 1901 | 1906 | 1911 |
| ---- | ---- | ---- | ---- | ---- | ---- | ---- | ---- | ---- |
| 255  | 250  | 242  | 249  | 250  | 248  | 250  | 260  | 227  |

| 1921 | 1926 | 1931 | 1936 | 1946 | 1954 | 1962 | 1968 | 1975 |
| ---- | ---- | ---- | ---- | ---- | ---- | ---- | ---- | ---- |
| 196  | 190  | 178  | 165  | 362  | 207  | 209  | 201  | 191  |

| 1982 | 1990 | 1999 | 2004 | 2006 | 2009 | 2014 | 2019 | 2022 |
| ---- | ---- | ---- | ---- | ---- | ---- | ---- | ---- | ---- |
| 215  | 305  | 335  | 357  | 357  | 430  | 516  | 540  | 549  |

## Lieux et monuments
- L'Église Saint-Eugend datée de 1119, reconstruite en 1860 dans un style néo-gothique.
- Le barrage dit « de Génissiat » est en réalité à cheval sur les communes de Franclens et d'Injoux-Génissiat.
- Les Mines d'asphalte (plus exploitées de nos jours).
- Le Château de Châtelard-en-Semine (ruines)
- Le Château de La Rebatière : ses ruines mentionnées en tant que « masure » sur la mappe sarde couronnent un promontoire au lieu-dit éponyme.

## Personnalités liées à la commune
- Jean Rosay (1902-1945), prêtre, curé de la paroisse de 1934 à 1941, Résistant, Juste parmi les nations.

## Héraldique
| Blason à dessiner | Blason  | Tranché: au 1er de sinople à la fleur d'orchidée bourdon [Ophrys fuciflora] au naturel, au 2e d'or à l'église du lieu d'argent. |
| Blason à dessiner | Détails | Le statut officiel du blason reste à déterminer.                                                                                |